# テイルズ オブ シンフォニア -ラタトスクの騎士-
『テイルズ オブ シンフォニア - ラタトスクの騎士 - 』（テイルズ オブ シンフォニア ラタトスクのきし - TALES OF SYMPHONIA: Knight of Ratatosk、略称：ラタトスクの騎士 / 国外版タイトル『TALES OF SYMPHONIA: Dawn of the New World』）は、2008年6月26日にバンダイナムコゲームスから発売されたWii用のRPG。公称ジャンル名は「響き合う心を信じるRPG」。『テイルズ オブ』シリーズの1つ『テイルズ オブ シンフォニア』の2年後の世界を舞台とする続編。主人公などは一新されるが、前作のキャラクター（以下キャラ）も一部サポートメンバーとして登場。ラタトスク・コアをめぐる戦いが本作のテーマ。
2013年10月10日には本作品と『テイルズ オブ シンフォニア』を同時収録したPlayStation 3用ソフト『テイルズ オブ シンフォニア ユニゾナントパック』が発売された。

## システム

### 敵との遭遇
敵が画面上で一定のシンボルとしてうろつき、接触すると戦闘に入るシンボルエンカウント方式を採用。接触した時の両者の方向関係によって戦闘開始時の展開が変化し、敵に背を向けた状態で接触したときは一定時間行動不能などになり敵からの先制攻撃を受けやすくなる。ただしその逆もある。

### パーティ－・魔物
フィールドやダンジョン上同行できるパーティーの人数は、シリーズ最大の10人である（リヒターとクラトスを除く）。
新しい要素として、魔物（敵モンスター）を仲間にしてパーティーに加え、育てることが可能。魔物は料理を食べさせることによってステータスアップや進化させることもできる（料理を食べさせる前に特定のアイテムが必要な場合がある）。

### 戦闘システム
「FR：EE-LMBS」（フレックスレンジ：エレメントエンハンスト・リニアモーションバトルシステム〈通称フリーリムス〉）。『テイルズ オブ ジ アビス』に搭載された「FR-LMBS」をベースとし、新要素として戦闘フィールド上の属性を示すエレメントグリッドを追加、前作に存在したユニゾン・アタックも引き継がれている。

### エンディング
全部で3種類存在し、特定の条件を満たした上でストーリーを最後まで進めてエンディングを迎えると真のエンディング「トゥルーエンディング」と通常の「ノーマルエンディング」があり、ある条件を満たすと最悪のエンディング「バッドエンド」がある。

## ストーリー
ロイド達の活躍によって、世界があるべき姿を取り戻し、新たな大樹が蘇って2年。平和を取り戻したかに見えた世界には、統合によって発生した異常気象や環境の変化、文明レベルの違いなどから衝突や差別などが起こり、一部のシルヴァラント人は次第に世界統合を行った再生の神子・コレットや彼女を取り巻くマーテル教会、テセアラ人を憎むようになっていた。やがて、シルヴァラント人を守るためのレジスタンス運動組織であるヴァンガードが結成される。ある日、血の粛清と後に呼ばれる、ヴァンガードとマーテル教会との衝突で多くの人々が殺される事件が起きた。その事件で両親を殺されたエミルは、リヒターやマルタ、センチュリオン・テネブラエと出会い、首謀者とされているロイドの真意そして、ラタトスク・コアを巡る戦いに巻き込まれる。
エピソードは9章（実質8章）に分かれており、第1章「響き、届かぬ世界」、第2章「風、波立つ心」、第3章「昨日の足跡、明日への足音」、第4章「光と闇とグミと」、第5章「真実の仮面、偽りの素顔」、第6章「黒い予感」、第7章「甦りし記憶の果てに」、第8章「永遠の絆」、第9章「想い、響くとき」（ゲームクリア時のセーブデータ）で構成されている。

## 用語
精霊ラタトスク
魔物の王にして大樹カーラーンの精霊。ヒトの世界と魔族の棲む魔界ニブルヘイムの境目であり、「魔物の墓場」とも云われるギンヌンガ・ガップを封印し、魔族を監視すると同時に世界のマナのバランスを保つ世界の守護者。現在は、その中に紋章を持つ宝玉のようなコア（ラタトスク・コア）の状態で眠っている。センチュリオンを通じて魔物のネットワークを持ち、その情報網は新たな大樹の場以外の全ての場所に及ぶ。
大樹カーラーンを滅ぼしたヒト（＝人間とエルフ）とハーフエルフを憎み、それでも昔信頼したハーフエルフにデリスエンブレムを渡し、裏切られたことから、ギンヌンガ・ガップにデリスエンブレムの持ち主を排除するための罠を仕掛けた。
後に記憶を失った事によりヒトに対する憎しみが消え、エミルとしての旅路の果てにリヒターと和解した後は、ギンヌンガ・ガップに敷く新たな封印のために、リヒターが封印の人柱になっている間に全ての生命からマナを切り離し、そのマナでギンヌンガ・ガップを封印することにした。この作業には1000年かかり、そして1000年後には世界のあらゆる生命はマナ無しで生きられるようになった。
ラタトスクの騎士
ラタトスクまたはラタトスク・コアを宿すマルタを守る騎士の名称。危機に陥ったマルタを守るため、エミルはテネブラエによって半ば無理矢理契約をさせられて力を与えられた。それ以降戦闘の時には目が赤くなり、口調も荒々しいものになる「ラタトスクモード」という人格が生まれた。
実際は、本物のラタトスクの偽人格「エミル・キャスタニエ」の中に眠る「ラタトスクの人格」と力を目覚めさせるために、テネブラエが「契約」として偽りエミルをラタトスクとして目覚めさせた行為である。「ラタトスクの騎士」は元々存在しないものであるが、本物のラタトスクを守るための囮として偽物のコアを植え付けられていたマルタこそが、本当の「ラタトスクの騎士」になる。
エイト・センチュリオン
精霊でも動物でもない世界の8つの属性を司る孤高の存在であり、ラタトスクに付き従う僕。魔物と縁を結び配下にすることで力をつけ、マナを安定させる。ラタトスクと同様にそれぞれの紋章をその中に持つコア（センチュリオン・コア）の状態をしており、また実体を持ちどんな姿にも変化できる。眠りについている孵化前の状態では花の蕾のような形状をしていて、その状態ではラタトスクの加護がない普通の人間が長時間触れていると自我を失って暴走する。
実体化して強いダメージを受けると孵化前のコアの状態に戻り、ラタトスクが目覚めていれば彼の元に戻る。
魔族
魔界ニブルヘイムに住む種族。巨大な力を持ち、あらゆる手段を用いてヒトの世界に侵略しようと企んでいる。そのためリヒターに力を与え、ラタトスクを排除させてギンヌンガ・ガップの封印を解こうとしていた。魔族にとってマナは毒で、マナがある限りヒトの世界では長く滞在できない。
ギンヌンガ・ガップ
精霊ラタトスクが作った、ニブルヘイムとヒトの世界を分ける扉。鍵となるのはエイト・センチュリオンとラタトスク。この扉はラタトスクでなければ封印できないため、ロイドはラタトスクをコア状態のまま扉に封印しようと思っていた。
マーテル教
女神マーテルを信仰する世界的宗教。実際は4000年前にクルシスが世界を支配するため、また神子による世界再生の旅を仕組むために作り出した宗教で、マーテル教に伝わる史実は実際の歴史とかなり異なっている。
元々はシルヴァラントとテセアラの両方にあったが、世界が統合された後はシルヴァラントのマーテル教はテセアラのマーテル教に吸収されてしまった。現在ではすっかり腐敗しており、シルヴァラントの神子で世界統合を果たしたコレットを崇めてはいるが、シルヴァラント人を見下し弾圧している。テセアラ王やテセアラの神子ゼロスはマーテル教の権限を弱めようとしているが、まだ改善には至っていない。ラタトスクモードのエミルは、人々からの信仰を省みないマーテル教は、いずれ必ず消滅すると語っている。
ヴァンガード
統一された世界で、文明の進んだテセアラ人とマーテル教団の仕打ちからシルヴァラント人を守るため、パルマコスタの住人達を中核に結成された戦闘集団。表向きではかつてシルヴァラントに存在した古来バラクラフ王廟を復活させ、テセアラのように王朝を立てる事を目標にしている。
血の粛清
マーテル教会が「神子への反逆罪」の名目により、パルマコスタで集会を開いていたヴァンガードを武力制圧した事件。首謀者は前作の主人公であるロイドとされていたが、実はヴァンガードのデクスによる自作自演だった。
シルヴァラント王朝
800年程前に滅亡したといわれる王朝。この王朝が滅びて以来、同時期に開始したレネゲードの暗躍でシルヴァラントの神子が再生の旅が成功することがなかったため、シルヴァラントには国の機能が無くなっている。パルマコスタの近くなどに遺跡が残っている。ヴァンガードの目的はこの王朝の復興であった。滅亡の時期がレネゲードの活動開始と一致するが関連性の有無は不明。
大樹
かつて「大いなる実り」と呼ばれていた大樹カーラーンの種子で、生命の源であるマナを生み出している大樹。かつて救いの塔があった場所に存在している。ちゃんとした名前が存在するものの（名付け親はロイド）、まだ若樹であるために外部からの脅威に脆く、大樹の身を守るためにロイドたちは名前を外部に口外しないようにしている。
マーテル
マーテル教で女神として崇められている女性。その正体は古代大戦の英雄のひとりであるハーフエルフ。古代大戦を終結させた英雄ミトスの姉で、ユアンの恋人だった。人間たちから「大いなる実り」を守った時に殺され、精神は4000年間「大いなる実り」に留まっていたが、後に解放されて「精霊マーテル」の中にいる少女たちのひとりとなった。
大樹の精霊マーテルは、前作のエンディングで「大いなる実り」の中に吸い込まれていった歴代の神子たちとマーテルを元に生まれた存在で、前者のマーテルとは似て非なる存在である。今作では登場しないが、ヒトを憎むラタトスクの人類滅亡計画を感知し、ユアンを通じてロイドにラタトスクをギンヌンガ・ガップへ封じ込めることを依頼した。このことがマーテルからの依頼だとラタトスクに勘付かれれば、ラタトスクが新たな大樹の名前を調べ上げて奪い取る可能性があったため、ロイドは仲間たちにも黙って単身でコアを集めていた。

## 登場人物

### 主要人物
エミル・キャスタニエ (Emil Castagnier)
声 - 下野紘
16歳（外見年齢） / 身長169cm / 体重60kg
本作の主人公。金髪の少年剣士。目上の人に対しては敬意を持って接する素直な若者だが、自己判断が苦手で周りに責められるとすぐ下を向いて謝罪を口にする。ロイドに「血の粛清」で、父親のレイソル（声 - 加瀬康之）と母親のラナ（声 - 引田有美）を殺されたことから彼を憎んでいた。両親亡き後は、母の妹であるフロルとアルバに引き取られたが、ルインは前作でロイド達の手により復興した町であるため、ロイドを憎むエミルは目の敵にされていた。
リヒターとは、町の子供達に苛められていたところを助けられたときに出会った。「勇気は夢を叶える魔法」という言葉も彼に教えてもらった言葉であり、恩人のリヒターにだけはどうしても非情になれない面がある。リヒターと対峙していたマルタを守るため契約を交わし、ラタトスクの騎士となる。旅に出てからは、自分の意見や感情を素直に表現出来るまでに成長した。ロイドへの憎しみは、後に真相を知ったことで考えを改め、彼に謝罪している。後のサブイベントで、叔母や叔父と和解し、町の人間にも認めてもらえた。
普段は気弱な性格だが、ラタトスクの力が覚醒すると性格や言葉遣いがぞんざいで好戦的な性格となり、この状態はリフィルの「遺跡モード」と同じく性格が変わる事から「ラタトスクモード」と呼ばれている。ラタトスクモードのエミルは大人しい主人格のエミルを嫌い、目的のためなら手段を選ばなくなるが、主人格と同様にマルタのことは大切に思っている。
よく家事を手伝わされていたせいか料理は上手で、大根から白鳥、カボチャからカメを作るなどの細かい飾り切りも得意。テネブラエ曰く「芸術品」。ラタトスクモードの場合、味は普段のエミルと変わらないが盛りつけ方がかなり雑になる。「スケベ大魔王」の称号を得る羽目に陥るなど、不遇な目に遭うこともある。
TPは低いものの、ゲーム中では唯一空中でコンボを決められるため、反撃されずに戦えるが、上昇斬りをガードされると途端に弱くなる上、「襲爪岩斬破」が強力なことと秘奥義の関係から、普通に地上で戦った方が強い。スキルによっては無限コンボも可能で、手に入れたセンチュリオン・コアの力を使って特定の特技に属性の力を付けて戦うこともできる。4章で、契約した魔物の数に応じて威力が増加する追加秘奥義「アイン・ソフ・アウル」が使用可能になる。これは「エミル」となる前からの得意技であり、アステルを殺した技でもある。ラタトスクの力に依拠する技であるため、ラタトスクモードがなくなる8章では使えなくなる（エミルの方の台詞も用意されている）。
ラタトスク (Ratatosk)
声 - 下野紘
本作の最終ボス。1万年以上前から存在している大樹カーラーンの精霊で、エミルの正体である。パルマコスタで起きた「血の粛清」の時、コアの状態であったラタトスクはマルタの呼びかけに反応するかのように目覚め、かつて自分が殺したアステルの姿を借りて顕現。本物のエミルは「血の粛清」の時に死亡しており、ラタトスクが放心状態のまま炎に包まれた街を歩いていたときに絶命寸前だった本物のエミルの母親と遭遇、目が見えなかった彼女に息子エミルと勘違いされて呼び掛けられたことで、ラタトスクはエミルの母親の話を元に偽人格を作り上げた。
また、運命と結末はルートによって大きく変化する。「ラタトスク」はどのエンディングでもギンヌンガ・ガップに残ることになるが、バッドエンドの場合は自刃した「エミル」ごとコアに戻っている。ノーマルでは人柱となったリヒターに手を貸すべく、1000年をかけてマナを不要とする理を引く作業に着手している。トゥルーではさらにこの直後のやり取りが描かれ、精霊としての本体であるコアはリヒターに一時移植、アステルの姿をした実体の方は従人格である「エミル」ごと地上に戻されている。
マルタ・ルアルディ (Marta Lualdi)
声 - 釘宮理恵
16歳 / 身長153cm / 体重43kg
本作のヒロイン。頭の左右に母親の形見である白い造花の髪飾りをつけている。勝気で物事をはっきりさせたがる性格。「血の粛清」の時にエミルらしき人物に助けられた過去があり、惚れ込んだエミルとの再会後は彼に度重なるアプローチをしており、エミルに対して積極的。しかし、かなり癖の強い女性陣の中では至って普通の少女である。
父親はヴァンガードの総帥ブルートで、ソルムのセンチュリオン・コアによって豹変した父親を元に戻すため、ラタトスク・コアを奪って逃走した。そのため、ラタトスク・コアを狙うヴァンガードから追われる身となる。彼女の額にはラタトスク・コアが宿っており、それが奪われることは彼女の死を意味している。エミルと再会した後、彼を自分を守るための「ラタトスクの騎士」として契約させた。
エミルが普段臆病なのは実力を隠しているだけと考えるなど、思い込みが激しい。冷静に物事を判断出来るタイプだが、大切な仲間や自分達の騒動に巻き込まれた罪もない人のことになると周りが見えなくなり、何も考えずに一人で突進する傾向もある。自分のスタイルを気にしており、着やせだと言い張る。料理の腕は、リフィルに負けず劣らず下手。ただし、物語終盤では本人の味見の効果から奇跡の成長を遂げた。勉強を苦手とするものの、地理には詳しい。乗り物酔いの激しさから乗り物は全般的に苦手。
実は彼女の額に宿るラタトスク・コアは、「血の粛清」の時に目覚めたラタトスク（エミル）が、自分を狙う者たちを欺くために彼女の額に植え付けた「偽物」。エミルを「ラタトスクの騎士」にした契約は、本物のラタトスクを目覚めさせるためにテネブラエが「契約」と偽った行為であり、マルタこそが本当の意味での「ラタトスクの騎士」である。なお、「血の粛清」の時に追い詰められたマルタを助けたのはエミルではなく本物のロイドであったが、気を失っていた彼女はそれに気付かず、目覚めた時に目の前にいたエミル（アステルの姿を借りたラタトスク）が自分を助けたと思い込んでしまっていた。
ウエストバッグの表に『テイルズ オブ ジ アビス』のアニスが持つ人形のトクナガのワッペン、左サイドにミュウのキーホルダーをつけている。
回転刃スピナーを武器とした格闘戦のほか、額に寄生したラタトスク・コア（の偽物）の力により、純粋な人間でありながら魔術や治癒術を使える。

### 前作主要人物
クラトスを除き、一部のイベントでパーティーとして加入する（ただし、経験値は入らず、装備の付け替えも不可能。最高レベルは第8章時に50で固定）。また、一部キャラの身長や体重こそ変化はあるが、グラフィックは前作のままである。
ロイド・アーヴィング (Lloyd Irving)
声 - 小西克幸
19歳 / 身長178cm / 体重63kg
前作の主人公。第8章のみ仲間になり、それ以外の章は会話イベントのみで仲間にならない（中盤のダンジョンから出る際に一時参入するほか、3回目のリヒター戦で戦闘可能メンバーが4人に足りないと加勢する）。声が低くなり、身長が伸びている。鳶毛のツンツン頭。エターナルソードを使って世界の統合を果たしたが、文明が進んだテセアラ人が衰退世界であったシルヴァラント人を一方的に虐げるという差別が起こり、更にパルマコスタで起きた「血の粛清」の首謀者とされている為、それが原因で一部のシルヴァラント人からは憎まれている。
世界統合後はエクスフィアを集める旅に出ていたが、現在はかつての仲間達の前から姿を消し、センチュリオン・コアを集めている。「血の粛清」については、彼自身は肯定とも否定とも取れない態度を露にしていたものの、実際は首謀者は彼ではなくヴァンガードであった。
ロイドは精霊マーテルと守人のユアンから、人を憎む精霊ラタトスクによる人類滅亡の阻止と、ラタトスク・コアをセンチュリオン・コアと共にギンヌンガ・ガップに封印する事を依頼され、そのために動いていた。その計画をラタトスクに悟られないために、仲間たちには何も言わずに単身で行動していた。ロイドは大樹の名付け親としてマーテルの加護を受けているため、センチュリオン・コアによる影響を受けない。
本作では全体的にクールな一面を見せ、ことわざも披露するが、本質や勉強が苦手な点、正義を振りかざすのを嫌う点は変わっていない（やっと九九は出来るようになった）。自ら「謎のジュエルハンターロイド・アーヴィング」と名乗ったり、前作の自分の似顔絵のポスター（ちなみに全く上達していない）を無造作に貼り付けるなど、ボケキャラな面も健在。前作同様（誤解ではあるが）「スケベ大魔王」の称号も得る。またイセリアに住む人妻がいい感じと、亡き母の面影を追いかけている一面もある（その際に女性キャラたちに誤解されて散々言われていた）。
コレット・ブルーネル (Collet Brunel)
声 - 水樹奈々
18歳 / 身長158cm / 体重44kg
前作のヒロイン。第2・5・7・8章で仲間になる。シルヴァラントの再生の神子。マーテル教会では世界を救った神子として担ぎ上げられているが、ロイドと同じ理由で一部のシルヴァラント人からは憎悪の対象となっている。
金色の長髪で、背中から光翼を生やして飛ぶことができる（この羽について、エミルやマルタは作中1回も触れていない）。一部のシルヴァラント人に憎まれながらも、それにめげる事なく各地で慈愛活動をしており、現在は行方不明になったロイドを捜す事も兼ねて単身で世界各地を旅している。大樹の暴走で母親を亡くしたマルタは、当初はコレットに激しい憤りを抱いていたが、彼女の人柄に触れて認識を改めた。ロイドにほのかな想いを寄せ、いつもその身を案じている。ドジっ子及びドジがもたらす幸運は健在。また、前作では回復術は使えなかったが、天使術の「ホーリーソング」と秘奥義の「ホーリー・ジャッジメント」に回復の効果が追加された。
ジーニアス・セイジ (Genius Sage)
声 - 折笠愛
14歳 / 身長151cm / 体重40kg
第3・4・7・8章で仲間になる。ロイドの親友のハーフエルフ。一見白髪だが、ジーニアス自身は銀髪と主張している。世界統合後は、姉のリフィルと共にハーフエルフの差別を無くすための旅に出ていた。
「血の粛清」以降足取りが掴めないロイドを捜す途中で、同じくロイドを追うエミルらと出会い、年齢の近さもあり彼らと仲良くなる。真相を語らないロイドに冷たくされるが、彼を信じ続けている。リフィルと分かれて旅をしており、その間に身長が1ミリメートル伸びた（ちなみに、特典DVDでは自分とは逆に、身長が12センチも伸びたプレセアの事を気にして悩んでいた）。プレセアに好意を抱いており、彼女を前にすると舞い上がる癖がある。後にプレセアの影響により、肉球友の会に入会した。上級魔術・秘奥義ともに「インディグネイション」を使う。
リフィル・セイジ (Refill Sage)
声 - 冬馬由美
25歳 / 身長166cm / 体重49kg
仲間になるのはジーニアスと同様に第3・4・7・8章。かつての世界再生に同行したイセリアのハーフエルフの教師で、ジーニアスの姉。世界統合後はジーニアスと共にハーフエルフの差別を無くす為の旅に出ていた。
遺跡を目にすると性格が豹変するほどの遺跡マニアで、「遺跡モード」は今作も健在。大人としての言動に徹するため、エミルやマルタには性格の温かみが伝わっていないものの、心からロイドを心配している。フエル爆弾というあだ名の持ち主で、前作ではイセリア以外の人間牧場をすべて爆破している。このあだ名は、爆弾を増やせる人、という勘違いをエミルに齎した（実際は人間爆弾ならぬハーフエルフ爆弾をプレセアが略してそう名付けた）。
なお、エミルのラタトスクモードの名付け親でもある。
藤林 しいな【（ふじばやし しいな）/Shihna Fujibayashi】
声 - 岡村明美
21歳 / 身長164cm / 体重48kg
第4章から仲間になる。ミズホの里の符術士で、現在の里の頭領。世界統合後は、シルヴァラントとテセアラの橋渡し役として活動していた。初対面の筈のエミルを見て、どこかで見たことがあるような気を感じている。
前作同様、頻繁に落とし穴に落ちている。考えるよりまず行動というタイプで、考え始めると頭をかく。微妙な空気と静寂が苦手。母性も備えており、エミルに「お母さん」と呼ばれる場面がある。ロイドに好意を抱いており、彼を前にするとしどろもどろになってしまう。ゼロスとは昔からの顔馴染みである。彼女の豊満な胸は、テネブラエやゼロスから称賛され、温泉イベントでは同性のマルタからも育てるコツを質問されるなど、話題のネタになることが多い。
エルフの血を引いている為に召喚士としての素養も持ち、前作では殆どの精霊との契約を果たしている（ただし本作で召喚を行うのはイベントの一回でセルシウスとサブイベントの一回でウンディーネのみ）。その関係で昔からテセアラの精霊研究所に通っており、王立研究所で精霊の研究をしていたリヒターやアステルとも面識があった（エミルに対する見覚えはアステルのことである）。
ゼロス・ワイルダー (Zelos Wilder)
声 - 小野坂昌也
24歳 / 身長179cm / 体重68kg
第5・7・8章で仲間になるが、第2章で初対面するテセアラの神子。妹思いで、テネブラエ曰く「シスコン」。前回の旅の経験からロイドを一心に信じており、彼への敵意を露わにしていたエミルとマルタに冷たい態度を取ることもあった。
和解後は2人に料理を振る舞うが、ご飯と鰹節のエミルに対し、マルタにはフルコースを用意するなど、女尊男卑は相変わらずで、発言も周りが呆れるほど女性重視。前回ではロイドを君付けしていたが、今ではほぼ呼び捨てにしている（君付けする時もある）。
没データとなっているスキットには、前作で彼が死亡してクラトスがパーティになっている場合のパターンが存在している。
プレセア・コンバティール (Presea Combatir)
声 - 桑島法子
14歳（実年齢は30歳） / 身長150cm / 体重38kg
第6章から仲間になる。オゼットで木こりとして働いていた少女。かつてエクスフィアの実験体にされたことで感情と時間を失っていたが、ロイドたちに救われた事で理性を取り戻し、16年間も止まっていた成長も再び動き始めた。実験前は活発な性格で、笑顔が多い少女だった。世界統合後はリーガルと行動を共にし、一度壊滅した故郷のオゼットの復興に尽力している。
元々副業でお守りや人形など様々な商品を開発していた事もあって、現在はレザレノカンパニー製品開発部門の嘱託となり、商品の共同開発で収入を得ている。デクスが使用しているアイアンメイデンの開発にもかかわっていた。レザレノカンパニーで発足した、肉球友の会の会員でもある。
リーガル・ブライアン (Regal Bryan)
声 - 大塚明夫
35歳 / 身長189cm / 体重85kg
第4・5・6・8章で仲間になる。レザレノカンパニーの会長。プレセアの妹のアリシアとは恋人だったが、ある事件で彼女を殺めてしまい、それ以来囚人として自ら投獄していた。世界統合後はレザレノカンパニーに戻り、世界の復興に尽力していた。そのためシルヴァラント民からも評判が良い。今作では手枷を外しているが、やはり戦闘では足技のみを使い、手による戦闘は行わない。
本作では会長職に専念していたが、ある事件により投獄され、再び手枷をはめられて囚人服を着ることになるなど、何かと牢獄や手枷と縁がある。プレセア同様に肉球好きで、肉球友の会を立ち上げ、会員の募集および後進の指導を行なっている。
前作では比較的中盤でのパーティ参入だったため出番が少なめだったが、今作では前作メンバーの中でエミルとマルタに同行している時間が一番長いため出番が多く、何かと衝突しがちな（ラタトスクモードの）エミルとマルタを、大人の視線から諭す良き保護者のような存在である。
クラトス・アウリオン (Kratos Aurion)
声 - 立木文彦
28歳（外見年齢） / 身長186cm / 体重78kg
元クルシスの四大天使でロイドの実父。現在はデリス・カーラーンで最果ての旅に出ている。本作ではイベントに登場するだけである。

### ヴァンガード
リヒター・アーベント (Richter Abend)
声 - 浜田賢二
20歳 / 身長180cm / 体重75kg
神子の輝石を捜し求める青年。元はサイバックの学術研究員。容赦のない性格で、ハーフエルフという種族ゆえに虐げられた生い立ちから、差別や迫害を行う者を憎み、その状況に行動を起こさない被虐側の者も憎んでいる。ルインに来た際、苛められていたエミルにかつての自分を重ね、「勇気は夢を叶える魔法」という言葉を教えて以降、何かと気遣うようになる。調理した経験がなかったため、料理はとても下手（自覚済み）で、食べたエミルが死んだ母の幻を見ながら気絶したことがある。剣と斧の二刀流で戦い、魔術も扱う。
使用する技は十干を「陽流」「陰流」に分けたネーミングで統一されており、最終戦では北欧神話をモチーフとした名前になる（内容は同じだが、一部は変わっている）。さらには、アステルを殺された技でもあるラタトスクの「アイン・ソフ・アウル」に対抗すべく、カウンター秘奥義「エターナル・リカーランス」を独自に編み出している。実際の戦闘でも、「アイン・ソフ・アウル」を使用するとこれで跳ね返される。
エミルに注目していた真の理由は、ラタトスクに殺害された親友・アステルという青年とエミルが酷似していたため。ラタトスク消滅を企んだのも、親友の仇討ちのためだった。魔族と契約して力を得てはいたが、本心では魔族を地上に出す気はなかった。ラタトスク消滅によるギンヌンガ・ガップ解放に対しては、コレットの持つ輝石を奪って天使化（体の無機化）、さらに封魔の石という特別な鉱石を使用することで、己のマナを永遠に燃やして人柱となることで対処するつもりだったが、エミルたちに敗北した上に輝石を奪えなかったことで頓挫。最終的にはラタトスクが作り上げた人格であり、旅を通じて一つの存在となった「エミル」の優しさと、ラタトスクの罪を背負って封印されようとしたその意志に触れたことで、復讐を断念。ラタトスクの力を借り、封魔の石を使用して1000年の間の魔界の扉の封印となった。
小説版では、エルフの父と人間の母と共に人里離れた土地で暮らしていたが、無理を言って町に出た結果ハーフエルフであることを知られ、庇おうとした両親を失う。その後高い知能を買われて研究員として軟禁され、アステルと出会う。
アリス (Alice)
声 - 金月真美
18歳（自称） / 身長160cm / 体重48kg
ヴァンガード戦闘班のリーダー。外見は清純そうな美少女だが、性格は腹黒でサディスティック。実はハーフエルフ。魔物をヒュプノスと呼ばれる機械で操って使役し、自らは乗馬用鞭と魔術を扱う。マルタには魔術を使える理由を、「魔物と契約したから」と話していた模様。気に入った男性は「くん」付けで呼び、危険信号を伴う女性は「ちゃん」付けで呼ぶ。デクスに対しては呼び捨てや蔑称で毛嫌いして見せるが、それはハーフエルフとして迫害されてきた経緯から彼の心変わりを疑っていたのが原因で内心では愛している。
両親は彼女が幼い頃に無理矢理マーテル教会の巡業に出され、道中で魔物に襲われて死亡。力がなかった事で死亡した両親のようにはなりたくないと思い、それ以来、力に固執するようになる。それからはハイマの孤児院に引き取られたが、ハーフエルフだった為に差別されていた。後に同じ孤児院にいた孤児で、無実の罪で殺されかけていたデクスを救うために、魔族と契約して巨大な力を手にし、自分たちがいた孤児院を壊滅させた。だが、前作でロイドらが禁書を燃やすことでその魔族も死に絶え力を失った。
現在の魔物を操る力は機械頼みになっているが、ハーフエルフならではの魔力も持っているため、ヴァンガード戦闘班リーダーの実力に偽りはない。またハーフエルフという生まれだからと言って己を悲観視せず、自分の人生に堂々としており、ジーニアスやリフィルもそういった面では同族として尊敬できると語っている。
ギンヌンガ・ガップでデクス共々エミルとマルタを倒すために待ち構えていたがデクス共々返り討ちに遭う。マルタに助けを求める様な態度を取るが、これは演技で隙を見てマルタに襲い掛かる。ところがマルタを助けようとしたエミルに突き飛ばされ今度はエミルに襲い掛かるがエミルがアリスに斬り掛かろうとした際にデクスがアリスの盾になり死亡。怒りに任せてエミルに襲い掛かりデクスの剣でエミルを殺そうとした瞬間マルタに斬られる。デクスの後を追おうと倒れた弾みにデクスと手を繋ぎ死亡した。
デクス (Decus)
声 - 陶山章央
24歳 / 身長178cm / 体重70kg
ヴァンガード工作班のリーダー。センチュリオン・コアの力でロイドに化け、「血の粛清」や他の虐殺事件を実行していた。アリスを深く溺愛している。彼女からは3K（キモい・キショイ・クサイの略）で呼ばれ、鬱陶しがられているが、本人は「クール、かっこいい、輝いてる!」の3Kと勘違いしていた（なお、「クール」はC）。アリスのためなら何でもするほど一途な性格で、非道な虐殺行為を繰り返せたのも、アリスに気に入られたいとの思いからだった。そこまでして彼女に付き添っていたのは、ハイマの孤児院にいた頃に無実の罪で殺されかけたところを、魔族と契約した同じ孤児院出身のアリスに救われた事で、彼女を愛し、残りの生涯を全てアリスに捧げると決意した為だった。
通販が趣味で愛用のメロメロコウという香水も通販で取り寄せて気に入った物。只、その悪臭は凄まじく、直接瓶から嗅ぐとソルムのコアの暴走で凶暴化した精神でさえ一時的に元に戻らせるほど、公害級の威力を放っており、テネブラエのコアを感じる能力ですらもこの臭いによって狂わされる。武器は、通販で買ったアイアンメイデンに収めた大剣「暗黒邪神剣ゴールデンドーン」。どれもアリスに振り向いて貰う為に買った物だが、報われる事はなかった。
ギンヌンガ・ガップでアリス共々エミルとマルタを倒す為に待ち構えていたがアリス共々返り討ちに遭い最後はアリスを守る為にアリスに斬り掛かろうとしたエミルの攻撃の盾になり死亡。更にアリスから内心では愛されていた事も最後まで知る事が出来なかった。
ブルート / ブルート・ルアルディ (Brute / Brute Lualdi)
声 - 西凜太朗
45歳 / 身長182cm / 体重78kg
ヴァンガード総帥で、マルタの父親。本名は「ブルート・ルアルディ」。風貌はスキンヘッドの辮髪で巨大な杖を持ち、センチュリオン・コアの力で強力な魔術を使う。ソルムのセンチュリオン・コアの暴走で残忍な性格と化していたが、本来は心優しく、美味とは言えないマルタの料理を「おいしい」と笑顔で食べる娘思いの親である。
本人曰くシルヴァラント王家の末裔らしく、それをリヒターに付け込まれ利用されてしまう。アルタミラにてシルヴァラント王朝復活の計画を遂行しようとするが、エミルらに阻まれ、ソルムのコアの影響で狂ったデクスに重傷を負わされる。しかし、リフィルの治療の甲斐もあって無事生存した。
実は、シルヴァラント王家の復興を目指したのは完全にブルート本人の意思であり、リヒターはブルートが王家の末裔だと聞いて「組織の活動の宣伝に使ってはどうだ」と提案したのみ、というのが真相（そもそもヴァンガードを設立したのはリヒターが入る大分前の話である）。
闇属性の技と地・火属性の強力な魔術を使用してくる強敵であり、ワープを繰り返して移動する。
ホーク (Hawk)
声 - 岸祐二
38歳 / 身長174cm / 体重68kg
ヴァンガード戦闘班サブリーダー。かなりの小心者。アリスからは「ホーくん」と呼ばれる。武器は両手に装備する鉤爪型の籠手。かつてはリーダーだったが、当時、新人だったアリスに叩きのめされ座を奪われた。その際、背中に恥ずかしい文字に見える傷を残され、アリスへの反逆は不可能となった。マジメで面倒見よく、部下達からは慕われている。アルタミラのカジノでマルタを捕らえるも、エミル達と共に脱獄され、起爆装置を奪われた事により後がなくなり、エミル達と戦うも敗れる。その後、現れたヴァンガード総帥ブルートに失態は晒せないとエミルに襲い掛かるが、逆にエミルによりブルートの凶刃の盾とされ貫かれた。死亡したと思われたが治療中の身となった。
マーグナー (Magner)
声 - 茶風林
40歳 / 身長180cm / 体重100kg
ヴァンガード戦闘班の高慢な態度の男。部下からの信頼は低い。武器は巨大な槍。アリスから「マーくん」と呼ばれたがっている変態。
初めはルインでマーテル協会騎士団を偽ってマルタのラタトスク・コアやセンチュリオン・コアを奪おうとしてエミルに叩きのめされ、後にアルテスタの家に隠れたマルタを見つけ、一行と戦うも敗れ、アルテスタに捕らえられた。

### センチュリオン
それぞれの属性のラテン語が用いられている。
テネブラエ (Tenebrae)
声 - 大塚芳忠
本作マスコット。マルタに付き従う闇のセンチュリオン。5本指の手のような長い尾に、燕尾服を纏った黒豹に近い姿をしている。エミルにラタトスクの騎士としての契約を迫った。旅の途中では、前作との違いやダンジョン攻略のヒントなど、さまざまな情報やアドバイスを授けてくれる。ラタトスクとの契約時に変わったエミルの服の作り手であり、防水・防菌性やデザインなどの説明を延々続けようとしていた。
性格は生真面目で、毒舌でウィットに富んだ喋り方を好む。パーティメンバーにはしょっちゅうからかわれ、いじけたり上機嫌になったりしたりジョークも飛ばしたりなど結構お茶目な性格で、コレット達のせいで話が空回りさせられるなど、センチュリオンなのにどこか人間臭い憎めない性格。パーティキャラからは老け振りを指摘され、周りからつけられるあだ名を嫌がる(テネブちゃんなど)。嗅覚はあったり船酔いしたりはするが寒さは感じないらしく、感覚について聞かれた時は暗さ以外に何も感じないような返答をしていた。闇のセンチュリオンとして、闇の良さをエミル達にわかってもらおうと努めているが、あまり報われてはいない。様々な姿への変化が可能で、釣り竿や美女（セルシウス似）などになれる。
メルトキオにて、ヒュプノスで操られた魔物からエミルと町を庇ってコア化する。その後闇の神殿でリヒターにコアを狙われるが、エミルたちの尽力の末復活する。
マルタとは彼女がヴァンガードを抜け出した時から既に面識がある。マルタに宿るコアが偽物である事を知っていたが、本物のラタトスク（エミル）を守るための囮としてその事実を隠し、エミル（ラタトスク）とマルタのセンチュリオン・コアを巡る旅を仕組んだ。しかし、二人と旅をしていくうちに徐々に保護者としての情を抱くようになり、エミルとマルタに待ち受ける運命を思って歯がゆい思いを抱いている。
アクア (Aqua)
声 - 本多陽子
リヒターに付き従う水のセンチュリオン。長い髪の先端が魚類の尾に似ており、空中を泳いで移動する。片方の耳には魚の形をしたピアスをしている女性の姿。活発な性格で二面性が激しく、おしゃべり。アステルの死の間接的な原因を作ってしまったことに負い目を感じ、そしてリヒターを愛するようになったため、彼の望みを叶えるために主であるラタトスクのもとを離反した。リヒターの野望の真相を承知の上で、成就させるためにエミル達の邪魔をする。
アクアがセンチュリオンとしての役目を放棄しているため、世界各地では水に関する災害が頻繁に起きている。根本的に生真面目なテネブラエとは相性が悪く、罵倒して嫌っている。
ルーメン (Lumen)、ウェントス (Vontus)、イグニス (Ignis)、グラキエス (Glacies)、トニトルス (Tonitrus)、ソルム (Solum)
ルーメンが光のセンチュリオン、ウェントスが風のセンチュリオン、イグニスが火のセンチュリオン、グラキエスが氷のセンチュリオン、トニトルスが雷のセンチュリオン、ソルムが地のセンチュリオン。テネブラエやアクアとは違い、眠っている。イグニスとトニトルスは特定の条件を満たすと入手不可となり、エンディングに影響する。

### その他
アルバ&フロル
声 - 千葉繁（アルバ）、堀越真己（フロル）
ルインに住む夫婦。ロイドを憎むエミルを嫌い、「厄病神」と酷く罵ったが、それも彼とはどう付き合ってよいか分からずに悩んでいたためでもある。
過去に本物の「エミル」に会ったことがなかったため、エミルをレイソルとラナの息子だと思い込んだ。フロルはレイソルとは特に仲が悪かった為、彼を毛嫌いしていたが、終盤のサブイベントで夫婦ともにエミルと和解する。
ジダ&モル
ルインに住む双子の兄弟。ロイドを憎むエミルを化け物呼ばわりして苛めていた。終盤のサブイベントでエミルと和解する。
トマス
パルマコスタの漁師でエミルの隣人。海が荒れた原因を探るため、シラカミ山地の王朝跡に向かった日以来、行方不明となっている。小説版では気前のいい青年で、エミルを実の弟のように可愛がっていた。
ユアン・カーフェイ
声 - 森川智之
新たな「世界樹」の守り人。元クルシスの四大天使で、レネゲードの元首領でもあるハーフエルフ。アスカード（正確には現在アスカードと呼ばれている土地。昔は地名が異なったらしい）出身。救いの塔跡から何者かとの通信を重ねており、1周目では相手は謎のままだが2周目以降はクラトスだとわかる。今作でフルネームが明らかになった。ちなみにテネブラエとは作中の台詞から面識があることがうかがえるが、双方ともそれについて触れることはなかった。
セレス・ワイルダー
声 - 今野宏美
ゼロスの異母妹。エクスフィアを返還しているため、前作のような戦える力はない。偶然グラキエスのコアを手に入れたことから、エミル達が持つセンチュリオン・コアを奪うため、ロイドに化けたデクスに誘拐された。
救出後にスキットが発生するが、これには前作でゼロスが死亡した場合のものと思しき没パターンが内部データとして存在している。
ヴェリウス
声 - くじら
人々の心の中に棲む心の精霊。マーテル教会聖堂がコンタクトを取りやすい場所。人工精霊コリンの生まれ変わり。本作で最も重要な精霊である。
ダイク
声 - 佐藤正治
ロイドの義父であるドワーフ。職業は鍛冶屋で、趣味はガーデニング。魔物と戦える力も持っている。武器は両手鎚。
アルテスタ
声 - 竹本英史
かつてクルシスに協力していたドワーフ。現在は発明屋を営んでいる。前作では、オゼットを全焼させた罪悪感からプレセアとの接触をためらっていたが、現在は打ち解けて会話が出来るようになった。
アステル・レイカー
声 - 下野紘
エミルのモデルとなった人間の少年。ハーフエルフと間違えられるほど頭脳明晰であり、研究員として働いていた。リヒターと意気投合し親友になる。乱れるマナの流れを安定させるようラタトスクに頼んだが、当時のラタトスクは世界を壊し続ける人とハーフエルフを信じず、滅ぼそうとしていた。それを止めようとしたため、ラタトスクに殺される。「勇気は夢を叶える魔法」というのは彼の母が彼に送った言葉であり、彼からリヒターへと受け継がれている。
メリッサ&クリストファー
前作に登場したニセ神子一行のうちの二人。とあるクエストイベントで登場する。マーテル教会に捕われた仲間のジュードとコリーナの釈放と引き換えに奉納金を要求されており、そのために盗賊稼業をしていたが、クエストをクリアすると足を洗う。

## PlayStation 3版
2013年10月10日に発売された『テイルズ オブ シンフォニア ユニゾナントパック』に収録。

## 主題歌
「二人三脚 / 二人三脚 ver.2013」
歌 - misono
『シンフォニア』の主題歌もGC版・PS2版ともにmisono（当時はday after tomorrow）が担当していたため、「『シンフォニア』のスピンオフであるなら」ということから初期の段階でmisonoに頼むことが決まっていた。

## 開発
制作は2006年頃からスタートした。シリーズに多数登場するモンスターを使用して何かできないかという話があったところ、2005年発売の『テイルズ オブ ジ アビス』のモンスターのデザインが好評だったこともあり本作の制作が始まった。シリーズに求められるストーリーやキャラクターのことも考慮した結果、世界で人気が高い『シンフォニア』をベースとすることとなった。
タイトルを『シンフォニア2』としなかったのは、『シンフォニア』のユーザーが安心できる要素を強めつつも、仲間モンスターといったスピンオフ要素も含んでいるため。
キャラクターデザインをシリーズのサブキャラクターを多数担当する奥村大悟が担当しているのは、本作のチャレンジの1つ。パッケージイラストで『シンフォニア』のキャラクターを奥村が描いていることについて『シンフォニア』のキャラクターデザインを務めた藤島康介は「彼（奥村）が描くのならばいいよ」とコメントしたという。
作品の分類について、本作の発売前にプロデューサーの郷田努および制作プロデューサーの小西輝彰は、マザーシップタイトル（本編作品）、エスコートタイトル（外伝作品）という概念は持っておらず、ユーザーに判断して貰うことを発表していたが、後に本作品をエスコートタイトルに分類されている。2020年に「マザーシップ / エスコート」という分類は廃止された。

## 評価
発売初週には151,138本を販売し、サードパーティー製のソフトとしては『ドラゴンクエストソード 仮面の女王と鏡の塔』に次ぐ好スタートを切った。Wii本体の販売も牽引した。
みんなのニンテンドーチャンネルの「みんなのおすすめ」においてはブロンズランクを獲得した（廉価版「みんなのおすすめセレクション」発売当時）。

## 関連作品

### 小説
テイルズ オブ シンフォニア -ラタトスクの騎士- 世界（とき）の願い
著者は矢島さら、イラストは奥村大悟。ファミ通文庫（KADOKAWA）より刊行。ゲーム本編のノベライズ。
1. 2008年8月30日発売、ISBN 978-4-7577-4373-1
2. 2008年10月30日発売、ISBN 978-4-7577-4486-8
3. 2008年12月26日発売、ISBN 978-4-7577-4584-1

テイルズ オブ シンフォニア −ラタトスクの騎士− 果てない想い
著者は矢島さら、イラストは奥村大悟。ファミ通文庫（KADOKAWA）より刊行。上下巻構成で、上巻はアリスとデクスのストーリー、下巻はリヒターとアステル、コレット、マルタとテネブラエのストーリーを収録。
- 上：2010年3月29日発売、ISBN 978-4-04-726401-4
- 下：2010年5月29日発売、ISBN 978-4-04-726540-0

### 漫画
テイルズ オブ シンフォニア -ラタトスクの騎士- アソート!
『ビバ☆テイルズ オブ マガジン』2013年11月号から2014年8月号まで連載。作画は桂イチホ。アリスとデクスを主役とするコメディ作品。当初は短期集中連載扱いでタイトルも『テイルズ オブ シンフォニア -ラタトスクの騎士- アリスとデクスの（秘）活動日誌』（「（秘）」は○の中に秘）だったが、2014年2月号より改題され、本格連載となる。
- 2014年7月26日発売、ISBN 978-4-04-866792-0

テイルズ オブ シンフォニア -ラタトスクの騎士- 恩讐のリヒター
『ビバ☆テイルズ オブ マガジン』2013年12月号から2015年2月号まで連載。作画は納都花丸、シナリオは実弥島巧。ゲーム本編をリヒターの視点で描いている。
1. 2014年6月27日発売、ISBN 978-4-04-866589-6
2. 2015年2月27日発売、ISBN 978-4-04-866992-4

ているず おぶ の食卓〜エミルとマルタの魔物事情〜
『ビバ☆テイルズ オブ マガジン』2015年5月号に掲載。作画は桂イチホ。料理「オムレツ」をテーマとする作品。

## 関連商品

### 攻略本
- テイルズ オブ シンフォニア -ラタトスクの騎士- 精霊の書 ISBN 978-4-08-779465-6
- テイルズ オブ シンフォニア -ラタトスクの騎士- 公式コンプリートガイド ISBN 978-4-902372-18-2
- テイルズ オブ シンフォニア -ラタトスクの騎士- パーフェクトガイド ISBN 978-4-7577-4472-1

### サウンドトラック
- テイルズ オブ シンフォニア -ラタトスクの騎士- オリジナルサウンドトラック

## 他のシリーズ作品との関連
テイルズ オブ ザ ワールド レディアント マイソロジー2（2009年1月29日発売）
シリーズキャラクター共演作品。テネブラエが防具（Tシャツ）の模様として描かれている。
テイルズ オブ バーサス（2009年8月6日発売）
シリーズキャラクター共演作品。リヒターがプレイヤーキャラクターとして登場。特典DVDにアリスが登場。
テイルズ オブ ヴェスペリア（PS3版）（2009年9月17日発売）
リヒターの衣装がジュディスのコスチュームとして登場。
テイルズ オブ ザ ワールド レディアント マイソロジー3（2011年2月10日発売）
シリーズキャラクター共演作品。エミル、マルタ、リヒターがプレイヤーキャラクターとして登場。
テイルズ オブ ザ ヒーローズ ツインブレイヴ（2012年2月23日発売）
シリーズキャラクター共演作品。エミルとマルタがプレイヤーキャラクターとして登場。
テイルズ オブ ザ ワールド タクティクス ユニオン（2012年7月2日配信）、テイルズ オブ ザ ワールド レーヴ ユナイティア（2014年10月23日発売）
シリーズキャラクター共演作品。『タクティクス ユニオン』ではエミル、『レーヴ ユナイティア』ではさらにマルタがプレイヤーキャラクターとして登場。
テイルズ オブ ハーツ R（2013年3月7日発売）
マルタの衣装がコハクのコスチュームとして登場。
テイルズ オブ ザ レイズ（2017年2月28日配信）
シリーズキャラクター共演作品。エミル、マルタ、リヒター、テネブラエ、アステル、デクス、アリス、ブルートが登場。